# Lago di Yarışlı
Il lago di Yarışlı (in turco: Yarışlı Gölü) è un lago salato tettonico endoreico situato in gran parte nel distretto di Yeşilova  nella provincia di Burdur, in Turchia. Al distretto di Burdur appartiene la riva sudorientale.

## Geografia

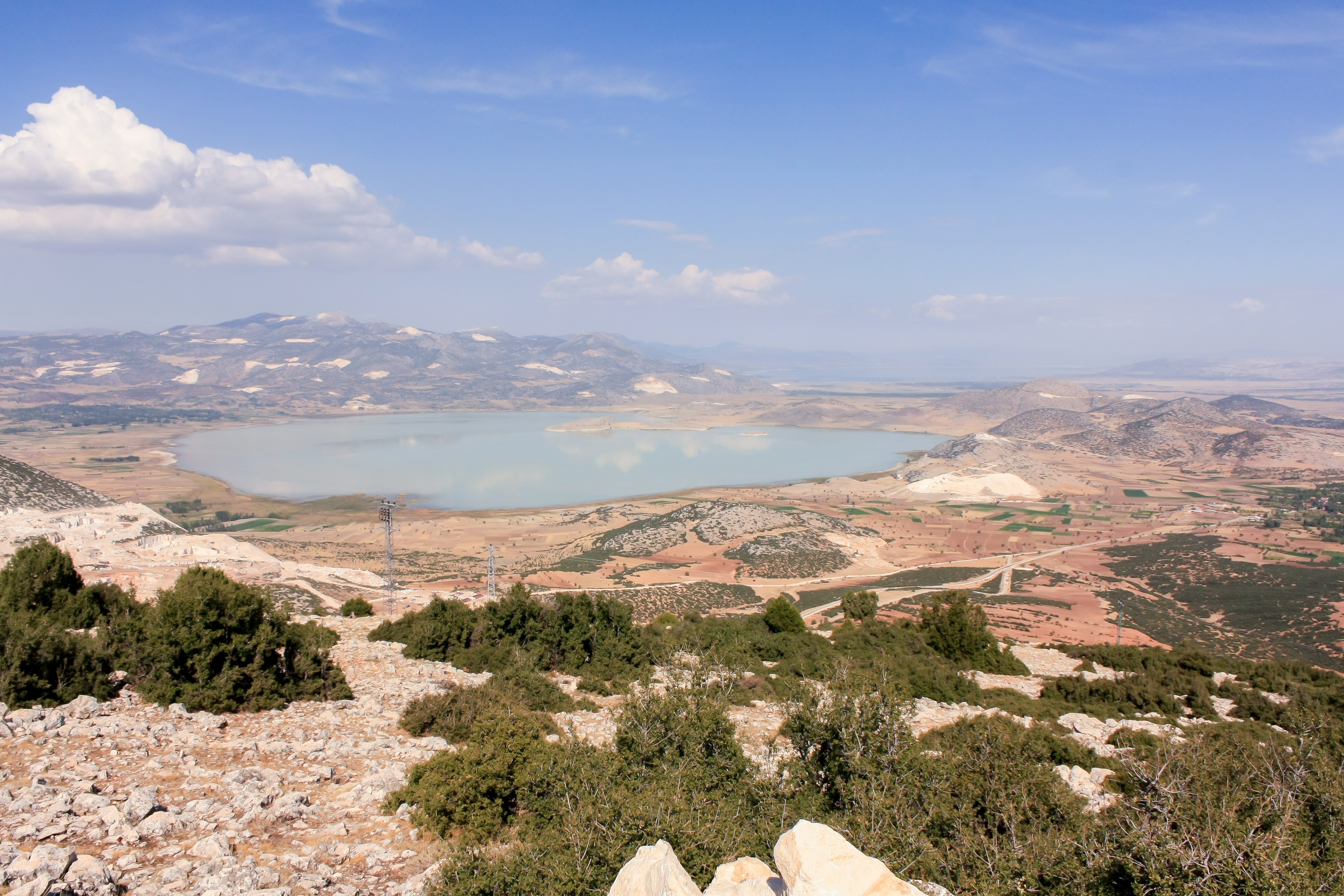
Veduta del lago

Il lago fa parte di un'area conosciuta come il distretto dei laghi nell'Anatolia sudoccidentale. Il lago, che non ha alcun emissario, è separato dal lago di Burdur da basse colline. Situato fra i villaggi di Harmanli, Yarışlı, Sazak, Kocapınar e Düğer, il lago carsico ha 16 km² di superficie e 4 metri di profondità. Ha solo pochi piccoli emissari, il Kümbet, lo Yarışlı, il Kirse Pınarları, il Kadınca Suyu e il Başkuyu Çay come affluenti, quindi a causa dell'evaporazione le dimensioni del lago variano da inverno a 16 km² all'estate con il minimo di 2 km². Poiché i tributari si seccano parzialmente nei mesi estivi, si formano grandi distese di sale e piane di marea, e la profondità del lago può scendere fino a un minimo di due metri. Nelle estati calde, il lago si prosciuga completamente e forma una palude salata. Non c'è corrente nel lago. 
Poiché il lago è ricco di fosfato di sodio, cloruro di sodio e solfato di sodio, le sue acque sono amare. All'inizio degli anni '60, il lago di Gencali, che si trovava a circa sei chilometri a ovest del lago di Yarışlı, fu drenato e l'acqua venne convogliata in quest'ultimo, il che portò a un leggero aumento del livello dell'acqua. Vicino alla costa orientale, c'è un'isola di circa 500 m². Sulla penisola a est del lago si trovano le rovine della città frigia di Tymbrianassus del VI secolo a.C..

## Fauna e flora
Le risorse nutritive del lago di Yarışlı sono scarse, e quindi ci sono poche forme di vita. Solo presso gli estuari dei ruscelli c'è una vegetazione fitta, altrimenti prevalgono le piante alofite. Nelle zone di acqua salmastra degli estuari dei ruscelli vive la seppia mediterranea (Aphanius chantrei), un piccolo pesce di circa 7–10 cm di lunghezza che è tuttavia economicamente senza significato. Fra gli uccelli, il gobbo rugginoso, specie minacciata a livello mondiale, sverna nel lago di Yarışlı. Inoltre, la casarca (Tadorna ferruginea) e numerosi fenicotteri (Phoenicopteridae) svernano qui o riposano qui sulla strada per i quartieri invernali. Nonostante la sua importanza sovraregionale come luogo di riposo degli uccelli, il governo ha respinto diverse richieste per dichiararlo riserva di uccelli. Non esiste uno studio di conservazione sul sito, il quale è stato tuttavia dichiarato dall'Associazione per la Natura "Area Naturale Importante" ("öba" in turco).